# Iouri Koublanovski
Iouri Mikhaïlovitch Koublanovski (en russe : Ю́рий Миха́йлович Кублано́вский ; né le 30 avril 1947 à Rybinsk) est un poète russe, essayiste, critique et historien de l'art, connu pour son passé dissident, notamment au sein de l'union littéraire informelle SMOG (en) (1965-1966).
Il est l'auteur de dizaines de livres et recueils publiés aux États-Unis, en France et en Russie.

## Biographie
Iouri Koublanovski est né dans une famille d'acteurs et de professeurs de littérature russe. Son grand-père, un prêtre, a été abattu dans les années 1930. La maison de sa grand-mère a gardé l'atmosphère pré-révolutionnaire en Russie. Malgré le fait que ses parents étaient communistes, il a été baptisé.
Il aimait la peinture, après 10 ans d'expérience dans les ateliers d'art, il a voulu être peintre. Il a commencé à écrire des poèmes à 14-15 ans. Il a commencé à travailler avec l'avant-garde, considérant qu'il était nécessaire de résister aux schémas imposés par la littérature soviétique. En 1962, il est allé à Moscou et a montré ses poèmes à Andreï Voznessenski qui l'a soutenu dans sa démarche et encouragé. 
D'octobre 1982 à 1990, il a vécu en exil (Paris, Munich). Il a connu à cette période Joseph Brodsky et Soljenitsyne qui ont par la suite fait l'éloge du poète.
Il est aujourd'hui[évasif] marié à Natalya Polenova. Koublanovski a reçu le prix Soljenitsyne, le prix Mandelstam, le prix Pouchkine.

## Poème livres
- Избранное — Ann Arbor: Ardis, 1981
- С последним солнцем — Paris: La Presse Libre, 1983 (postface de Joseph Brodsky)
- Оттиск — Paris, YMCA-Press, 1985
- Затмение — Paris, YMCA-Press, 1989
- Возвращение — Moscou: Правда, 1990
- Оттиск — Moscou, 1990
- Чужбинное — Moscou, Моск. рабочий, 1993
- Число — Moscou, изд-во Московского клуба, 1994
- Памяти Петрограда — Saint-Pétersbourg: Пушкинский фонд, 1994
- Голос из хора — Paris-Moscou-New-York, 1995
- Заколдованный дом — Moscou, Русский путь, 1998
- Дольше календаря — Moscou, Русский путь, 2001
- В световом году — Moscou, Русский путь, 2001  (ISBN 5-85887-129-1);
- На обратном пути — Moscou, Русскій міръ, 2006  (ISBN 5-89577-087-8);
- Дольше календаря — Moscou, Время, 2006
- Перекличка — Moscou, Время, 2009
- Посвящается Волге — Rybinsk, Медиарост, 2010
- Изборник — Irkoutsk, Издатель Сапронов, 2011
- Чтение в непогоду: Избранное — Moscou, Викмо-М ; Русский путь, 2012, —  (ISBN 978-5-98454-026-1)978-5-98454-026-1, 978-5-85887-422-5.
- Неисправные времена — М.: Вифсаида : Русский путь, 2015 —  (ISBN 978-5-9903480-3-5).
- Долгая переправа: 2001-2017 — М.: Б.С.Г.-Пресс, en 2017 —  (ISBN 978-5-93381-377-4).
- Crépuscule d'impressionniste.— Bègles : Les Passeurs d'Inuits In'hui, Le Castor Astral, 2018 —  (ISBN 979-10-278-0149-7).